# كلكادي
 كلكادي  بضم الكاف وكسر اللام، أو ( كُلِ كَادُو ) ومعناه « عُش اَلبُومَة » باللهجة المحلية، قرية زراعية عامرة ملاصقة لبادية كوخرد الجنوبية، تابعة لناحية كوخرد ( بالفارسية: بخش كوخرد ) من توابع مدينة بستك في محافظة هرمزگان في جنوب إيران. هي قرية عامرة من قرى هضبة جابر وتبعد عن جعفرآباد بمسافة الف متر.

## حدود كُلِكَادي
من الشمال: نهر مهران، ومن الجنوب « هصبة جابر » وسد جابر، ومن الغرب جعفرآباد، ومن الشرق تنتهي بــ جابر.

## المزارع والبساتين
بها مزارع النخيل وآبار عذبة، مطلة على «وادي خور زُهرُو»، بها بركة واحدة لحفظ مياه الأمطار تعرف بــ« برکة حاج علی رضا »، وبها مسجد، وبعض والآبار الارتوازية.

## الآثار القديمة
وبها بعض الآثار القديمة منها البيوت القديمة مبنية من « اَلمَــدَر(1) » وكذلك بها آثار لمنازل آجداد آل جابر، وسدود وجداول صاروجية قديمة، وكذلك بها بيوت حديثة أيضاً مبنية من الطين المسلح بالتبن، وهي من أخصب القرى وأكثرها مياهاً وزروعاً ونخيلاً، تقع في مجرى وادي السد و« أفلاج(2) » آلجابر الشهير.
- يقول الشاعر الكبير راستی في هذه الأبيات الجميلة بالفارسية:

- اَلمَــدَر: قطع الطين اليابس، أو التراب المتلبد، يسمى بالعامية « كُـلام» بضم الكاف.
- أفلاج: نظام فريد ودقيق للحصول على مياه الجوفية، ويقال أن النبي الله سليمان ابن داوود عليهما السلام، هو الذي صمم وبنى الأفلاج، التي تعرف بالقنوات، وتقديساً له لايزال في بعض الأماكن يسمونها الداوودية، ويقال أن النبي سليمان أمر الجن ببناء الأفلاج، 10 آلاف في عشرة أيام.

## وصلات خارجية
- الادارية لمحافظة هرمزگان
- الادارية لمحافظة هرمزگان (بلده كوخرد)